# Frata
Pour les articles homonymes, voir Frata (homonymie).
Frata est une commune de Transylvanie, en Roumanie, dans le județ de Cluj. Elle est composée des villages Frata, Berchieșu, Oaș, Olariu, Pădurea Iacobeni, Poiana Frății, Soporu de Câmpie.

## Personnalités
- Ioan Ploscaru (né le 19 novembre 1911, à Frata, au comté de Cluj, aujourd'hui au județ de Cluj - décédé en 1998, à Lugoj, județ de Timiș) a été Évêque gréco-catholique roumain de Lugoj (1959 - 1996), prisonnier politique pendant la terreur communiste (1949-1955 et 1956-1964), auteur des mémoires: (Lanțuri și Teroare (en français : Chaînes et Terreur), Editura Signata, Timișoara, 1993).